# 3. ceremonia wręczenia Oscarów
3. ceremonia rozdania Oscarów odbyła się 5 listopada 1930 roku w Hotelu Ambassador w Los Angeles.
To drugie rozdanie Oscarów w 1930 roku, tym razem jednak Oscary zostały przyznane za lata 1929/1930.

## Laureaci i nominowani
Dla wyróżnienia zwycięzców poszczególnych kategorii, napisano ich pogrubioną czcionką oraz umieszczono na przedzie (tj. poza kolejnością nominacji na oficjalnych listach).

### Najlepszy Film
- wytwórnia: Universal − Na Zachodzie bez zmian
- wytwórnia: Cosmopolitan Productions(inne języki) − Szary dom
- wytwórnia: Warner Bros. − Disraeli
- wytwórnia: Metro-Goldwyn-Mayer − Rozwódka
- wytwórnia: Paramount Pictures − Parada miłości(inne języki)

### Najlepszy Aktor
- George Arliss − Disraeli[a]
- George Arliss − Zielona bogini(inne języki)[a]
- Wallace Beery − Szary dom
- Maurice Chevalier − Parada miłości(inne języki) i The Big Pond(inne języki)
- Ronald Colman − Bulldog Drummond(inne języki) i Skazaniec
- Lawrence Tibbett − Pieśń skazańca(inne języki)

### Najlepsza Aktorka
- Norma Shearer − Rozwódka[b]
- Ruth Chatterton − Sarah i syn(inne języki)
- Greta Garbo − Anna Christie i Romans
- Nancy Carroll − Diabelskie wakacje
- Norma Shearer − Their Own Desire(inne języki)[b]
- Gloria Swanson − Intruz(inne języki)

### Najlepszy Reżyser
- Lewis Milestone − Na Zachodzie bez zmian
- Clarence Brown − Anna Christie
- Clarence Brown − Romans
- Robert Z. Leonard − Rozwódka
- Ernst Lubitsch − Parada miłości(inne języki)
- King Vidor − Dusze czarnych

### Najlepszy Scenariusz
- Frances Marion − Szary dom

Nominacje bez certyfikatów:
- George Abbott(inne języki), Maxwell Anderson i Del Andrews(inne języki) − Na Zachodzie bez zmian
- Julian Josephson(inne języki) − Disraeli
- John Meehan(inne języki) − Rozwódka
- Howard Estabrook(inne języki) − Street of Chance(inne języki)

### Najlepsze Zdjęcia
- Joseph T. Rucker(inne języki) i Willard Van Der Veer(inne języki) − With Byrd at the South Pole

Nominacje bez certyfikatów:
- Arthur Edeson(inne języki) − Na Zachodzie bez zmian
- William H. Daniels − Anna Christie
- Tony Gaudio(inne języki) i Harry Perry(inne języki) − Aniołowie piekieł
- Victor Milner − Parada miłości(inne języki)

### Najlepsza Scenografia i Dekoracja Wnętrz
- Herman Rosse(inne języki) − Król jazzu

Nominacje bez certyfikatów:
- William Cameron Menzies − Bulldog Drummond(inne języki)
- Hans Dreier − Parada miłości(inne języki)
- Jack Okey(inne języki) − Sally(inne języki)
- Hans Dreier − Król włóczęgów

### Najlepszy Dźwięk
- Douglas Shearer(inne języki) − Szary dom

Nominacje bez certyfikatów:
- John Tribby(inne języki) − Sprawa sierżanta Griszy(inne języki)
- Franklin Hansen(inne języki) − Parada miłości(inne języki)
- Oscar Lagerstrom(inne języki) − Raffles(inne języki)
- George Groves − Płomienna piosenka